# Megan Dolan
Megan Dolan-Schweitzer (ur. 25 lutego 1981) – kanadyjska zapaśniczka. Zajęła trzynaste miejsce na mistrzostwach świata w 2006. Zdobyła brązowy medal na igrzyskach panamerykańskich w 2007. Srebrna medalistka mistrzostw panamerykańskich w 2008. Mistrzyni Wspólnoty Narodów w 2003 i 2007. Czwarta w Pucharze Świata w 2002; piąta w 2006. Zawodniczka Brock University.